# 勘定所
勘定所（かんじょうしょ）とは（江戸幕府や藩・旗本などにおける）財政・民政を担当する役所・支配機構。職掌・組織・設置年などはそれぞれ異なる。

## 江戸幕府

### 設置
江戸幕府の勘定所の正確な設置時期は不明であるが、史料上、慶長10年（1605年）には設置されていたとみられる。江戸幕府の成立直後は家康の駿府政権と秀忠の江戸政権の二元体制で、それぞれに勘定所が置かれたが、元和2年（1616年）の駿府政権の解体により江戸の勘定所に一元化された。
勘定所の最高責任者は老中支配の勘定奉行で、元禄期ごろまでは勘定頭（かんじょうがしら）と称した。
家光の時代には幕領や代官の支配、金銀出納などは、寄合衆（老中）や留守居の職務とされていたが、寛永19年（1642年）にはこれらも勘定頭の職務とされた。

### 組織
吏僚の階級については、万治から寛文期にかけて勘定頭 - 勘定組頭 - 勘定 - 支配勘定という構造が出来上がった。
江戸中期以降の勘定所は江戸城本丸殿中に設けられた御殿勘定所と大手門横に設けられた下勘定所の2ヵ所に分かれていた。これが江戸前期から2カ所に分かれていたかは定かでない。このうち一般財政を主に担当する御殿勘定所には御殿詰と勝手方が置かれ、地方財政を主に担当する下勘定所には「取箇（とりか）方」「道中方」「伺方」「帳面方」などいくつかの掛り（係）が置かれた。
享保6年（1721年）に勘定所は年貢や知行割などを扱う勝手方と公事や訴訟などを扱う公事方に分かれ、翌享保7年（1722年）からは勘定奉行及び幕府財政の監査・監察を担う勘定吟味役も勝手方と公事方を分掌することとなった。これを受けて、享保8年（1723年）7月、御殿勘定所には御殿詰と勝手方（勝手方納払御用）、下勘定所には取箇改（取箇方）・諸向勘定帳改（帳面方）・代官伺出吟味并知行所・代官割御用（伺方）が置かれた。
また、享保8年（1723年）の機構改革で、上方勘定組頭と関東勘定組頭、上方御勘定と関東御勘定など上方と関東に人員を振り分ける二元支配体制を廃止して統一を図った。
天保5年（1834年）5月時点では、御殿詰、勝手方、取箇方、道中方、伺方、帳面方の6課が置かれていた。
- 御殿詰 - 各役所からの諸経費などの書類の決裁、米相場や分限帳の検査を担当
- 勝手方 - 金座・銀座・朱座の監督や御家人の給米を担当
- 取箇方 - 天領における徴税など経済面の事務を担当
- 道中方 - 五街道の管理業務を担当
- 伺方 - 運上金・冥加金、山林管理などの雑務の監督・経理処理を担当
- 帳面方 - 各役所や郡代・代官から提出される帳簿を検査し、勘定奉行の可判を受けた上で決算書類を作成

下勘定所は慶応3年（1867年）6月に江戸城西の丸に移されたが、手狭であったため二重橋外にあった納戸役所も勘定所に当てられた。その後、下勘定所のあった建物は同年10月に奥詰銃隊詰所となった。

### 廃止
勘定所は慶応4年（1868年）5月の新政府による江戸鎮台設置により廃止され、民政裁判所という名称に改められた。その後、同年8月に会計局、同年10月に会計官出張所と改称し、明治2年（1869年）に大蔵省に吸収された。

## 藩
諸藩にも勘定所は存在し、幕府の勘定所と同じく、藩の財政や租税徴収などの職務を担当していた。勘定所の最高責任者は勘定奉行であり、藩の財政に関わる重職のため、藩内でも比較的家格の高い上士が任じられた。また、奉行の配下には勘定方の役人がおり、実務に当たっていた。
昭和期の実業家・工学者である団琢磨の養父である団尚静は福岡藩の勘定奉行であった。